# Набиева, Алсу Рустэмовна
Набиева Алсу Рустэмовна (тат. Алсу Рөстәм кызы Нәбиева; род. 12 марта 1979, Казань) — ректор Российского университета кооперации, ректор Казанского кооперативного института, депутат Государственного Совета Республики Татарстан шестого созыва, член комитета Государственного Совета Республики Татарстан по экономике, инвестициям и предпринимательству.

## Биография
Родилась в 1979 году в городе Казань.
В 2002 году закончила Казанский государственный университет имени В. И. Ульянова-Ленина по специальности «преподаватель истории».
В 2005 году — преподаватель кафедры философии и истории в Казанском государственном университете.
В 2006 году — преподаватель турецкого языка отдела дополнительного образования Казанского государственного университета.
В 2006—2007 гг. — старший преподаватель кафедры гуманитарных дисциплин Казанского кооперативного института (филиала) Российского университета кооперации.
В 2007 году — доцент кафедры гуманитарных дисциплин Казанского кооперативного института.
В 2007—2014 гг. — проректор по воспитательной работе Казанского кооперативного института.
В 2014—2017 гг. — проректор по учебной работе Казанского кооперативного института.
В 2017 году — окончила Российский университет кооперации по направлению подготовки «экономика».
В 2017 —  2020 — ректор Казанского кооперативного института (филиала) Российского университета кооперации.
В 2020 — по настоящее время — ректор Российского университета кооперации.

### Прочие должности
В 2019 — по настоящее время — председатель региональной общественной организации «Алькеевское землячество» Республики Татарстан.
В 2019 — по настоящее время — член объединения женщин-депутатов Государственного Совета Республики Татарстан «Мэрхэмэт – Милосердие».

### Выборные должности
Депутат Государственного Совета Республики Татарстан VI созыва.
Член комитета Государственного Совета Республики Татарстан по экономике, инвестициям и предпринимательству.
Член фракции «Единая Россия» в Государственном Совете Республики Татарстан.

## Государственные и международные награды, премии и почетные звания
В 2007 году — нагрудной знак «Молодой лидер кооперативного движения России».
В 2012 году — почетная грамота Совета Центросоюза Российской Федерации.
В 2014 году — нагрудный знак «За заслуги в образовании».
В 2015 году — почетная грамота Российского университета кооперации.
В 2015 году — значок «За добросовестный труд в потребительской кооперации России».
В 2017 году — орден «За вклад в развитие потребительской кооперации России».
В 2018 году — благодарность Российского университета кооперации.
В 2018 году — за наставничество, подготовку и победы в финале национального чемпионата «Молодые профессионалы (WorldSkills Russia)».
В 2019 году — медаль «За веру и верность Университету».
В 2019 году — медаль «За вклад в развитие потребительской кооперации России» 1 степени.
В 2020 году — золотая медаль «Роза мира» в номинации «Миротоворец планеты».